# Sandavágur község
Sandavágur község (feröeriül: Sandavágs kommuna) egy megszűnt község Feröeren. Vágar keleti részén fekszik.

## Történelem
A község 1915-ben jött létre Vágar egyházközség szétválásával.
2009. január 1-jén összeolvadt Miðvágur községgel, így jött létre Vágar község.

## Önkormányzat és közigazgatás

### Települések
| Település  | Mióta a község része | Előző község       | Meddig a község része | Következő község | Megjegyzés         |
| ---------- | -------------------- | ------------------ | --------------------- | ---------------- | ------------------ |
| Sandavágur | 1915                 | Vágar egyházközség | 2008. december 31.    | Vágar község     | A község székhelye |

### Polgármesterek
- Jógvan Sjúrður Hansen (2008)[3][4]
- Rósa Samuelsen (2001 – 2008)[5][4]

## Népesség
| Év              | Lakosság |
| --------------- | -------- |
| 1986. január 1. | 778      |
| 1991. január 1. | 733      |
| 1996. január 1. | 668      |
| 2001. január 1. | 676      |
| 2006. január 1. | 767      |

### Külső hivatkozások
- A község digitális térképe (feröeri)